# Krocket vid olympiska sommarspelen 1900

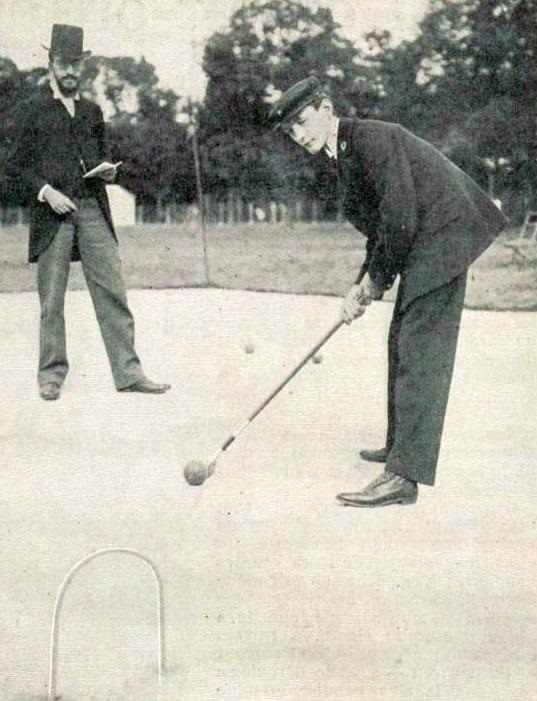
Krockettävlingen vid OS 1900

Vid olympiska sommarspelen 1900 avgjordes tre grenar i krocket och tävlingarna hölls mellan 28 juni och 11 juli 1900 i Bois de Boulogne. Antalet deltagare var tio tävlande från två länder. Tre av de tävlande var kvinnor, vilket gör krocket till en av de sporter som först tillät kvinnliga deltagare vid de olympiska spelen.

## Medaljfördelning
| Medaljfördelning |           |      |        |       |        |
| Placering        | Nation    | Guld | Silver | Brons | Totalt |
| 1                | Frankrike | 3    | 2      | 2     | 7      |

## Medaljörer

### Herrar
| Gren                           | Guld                                        | Silver                       | Brons                          |
| Singel, en boll Detaljer...    | Gaston Aumoitte · Frankrike                 | Georges Johin · Frankrike    | Chrétien Waydelich · Frankrike |
| Singel, två bollar Detaljer... | Chrétien Waydelich · Frankrike              | Maurice Vignerot · Frankrike | Jacques Sautereau · Frankrike  |
| Dubbel Detaljer...             | Frankrike · Gaston Aumoitte · Georges Johin | Ingen                        | Ingen                          |

## Deltagande nationer
Totalt deltog tio krocketspelare från två länder vid de olympiska spelen 1900 i Paris.
|                               |  |  |
| - Belgien (1) - Frankrike (9) |  |  |